# شاني والس
شاني والس (بالإنجليزية: Shani Wallis)‏ هي مغنية وممثلة أمريكية، ولدت في 14 أبريل 1933 في المملكة المتحدة.

## أعمال

### أفلام
- (1968) أوليفر![4]
- (1986) مغامرات المخبر الشجاع[5][6][7]
- (1995) حصاة وبنجوين[8]

## وصلات خارجية
- شاني والس على موقع IMDb (الإنجليزية)
- شاني والس على موقع أول موفي (الإنجليزية)
- شاني والس على موقع قاعدة بيانات برودواي على الإنترنت (الإنجليزية)
- شاني والس على موقع قاعدة بيانات الأفلام السويدية (السويدية)
- شاني والس على موقع ديسكوغز (الإنجليزية)
- شاني والس على موقع قاعدة بيانات الفيلم (الإنجليزية)